# Isabel de Tolosa Cortés de Moctezuma
Isabel de Tolosa Cortés de Moctezuma (Mexikóváros, 1568 – ?, 1620) gazdag mexikói örökösnő, Don Juan de Oñate hódító és felfedező felesége volt, aki 1598-ban expedíciót vezetett és megalapította az első spanyol települést Új-Mexikóban. Hernán Cortés spanyol felfedező és konkvisztádor unokája, valamint II . Moctezuma azték császár dédunokája volt.